# بنیملی
بِنیمِلی (به اسپانیایی: Benimeli) دهستانی در استان آلیکانتهٔ اسپانیا است.
در این دهستان ۴۲۷ نفر زندگی می‌کنند. مساحت این دهستان ۳٫۴۸ کیلومتر مربع است.